# Angelika Niescier
Angelika Niescier, (Szczecin, 1970 –) lengyel-német dzsesszszaxofonos.

## Pályafutása
Angelika Niescier 1981-ben települt le Németországban. 1994-1998 között az esseni Folkwang Universität der Künste-n tanult. 2000-ben létrehozta kvartettjét, amellyel három nagy sikerű CD-t rögzített. Azóta játszott hazai és külföldi színpadokon, készített rádió- és tévéműsorokat (beleértve a WDR-t, a Radio Bremen-t, a Bayerischer Rundfunk-t), és 2007-ben a Goethe Intézet megbízásából turnézott Közép-Ázsiában és Dél-Koreában.
Szóló- és duóműsorokon játszott, fellépett más dzsesszprojektekben is. 2010-ben és 2011-ben a Közel-Keleten turnézott German Women Jazz Orchestra-val.
Niescier sokat foglalkozik interdiszciplináris együttműködéssel: írókkal és képzőművészekkel szerepel. Zeneszerzőként kompozíciókat is ír, színházi zenét, modern táncszínházi, továbbá kórus- és zenekari műveket,  filmzenét.

## Albumok
- 2000: Holzlinienspiel crecyclemusic − Duo Niescier / Nendza
- 2002: sublim
- 2004: sublim II
- 2007: The Poetry Of Rhythm – Duo Niescier
- 2008: Komponiert in Deutschland 08 – Edition Filmmusik
- 2009: sublim III
- 2011: Quite Simply – Angelika Niescier, Thomas Morgan, Tyshawn Sorey
- 2012: MiND GAMeS – Denman Maroney, James Ilgenfritz, Angelika Niescier, Andrew Drury
- 2015: NOW – Angelika Niescier, Simone Zanchini, Stefano Senni
- 2015: BROKEN CYCLE – Angelika Niescier, Hilmar Jensson, Scott McLemore
- 2016: NYC FIVE – Ralph Alessi, Angelika Niescier, Florian Weber, Chris Tordini, Tyshawn Sorey
- 2018: The Berlin Concert – Angelika Niescier, Chris Tordini, Tyshawn Sorey
- 2019: New York Trio – Angelika Niescier, Chris Tordini, Gerald Cleaver, Jonathan Finlayson
- 2019: Jazz at Berlini Filharmonikus Zenekar IX: Pannonica – Iiro Rantala, Dan Berglund, Anton Eger, Angelika Niescier, Ernie Watts, Charenée Wade

- 2021: Soul in Plain Sight
- 2023: Beyond Dragons

## Díjak, elismerések
- 1998: Düsseldorf város zenei díja
- 2003: Észak-Rajna-Vesztfália Állami Zenei Díj

2008-ban improvizátorként szerepelt a Moers Festivalon, (egy évig gazdagította Moers kulturális életét).
- Ösztöndíjakat és támogatást kapott Észak-Rajna-Vesztfália Állami Zenei Tanácsától és az állam Kulturális Minisztériumától
- 2009: Preis der deutschen Schallplattenkritik díját
- 2010: az ECHO Jazz – az „Év nemzeti újonca”
- 2013: 16. Jazz Pott díj, Essen
- 2016: Florian Weberrel és a NYC Five-val megkapta a német lemezkritikusok negyedéves díját
- 2017: elnyerte az Albert Mangelsdorff-díjat (a német dzsesszdíjat)
- 2023: WDR Jazz-díj, Észak-Rajna-Vesztfália
- 2024: Német Jazz-díj